# کولنا
کولنا (به لاتین: Kulna) یک روستا در استونی است که در دهستان لنه-هاریو واقع شده‌است.